# Triteleia nixoni
Triteleia nixoni är en stekelart som först beskrevs av Szabó 1956.  Triteleia nixoni ingår i släktet Triteleia och familjen Scelionidae. Inga underarter finns listade i Catalogue of Life.